# Feliksów (powiat wołomiński)

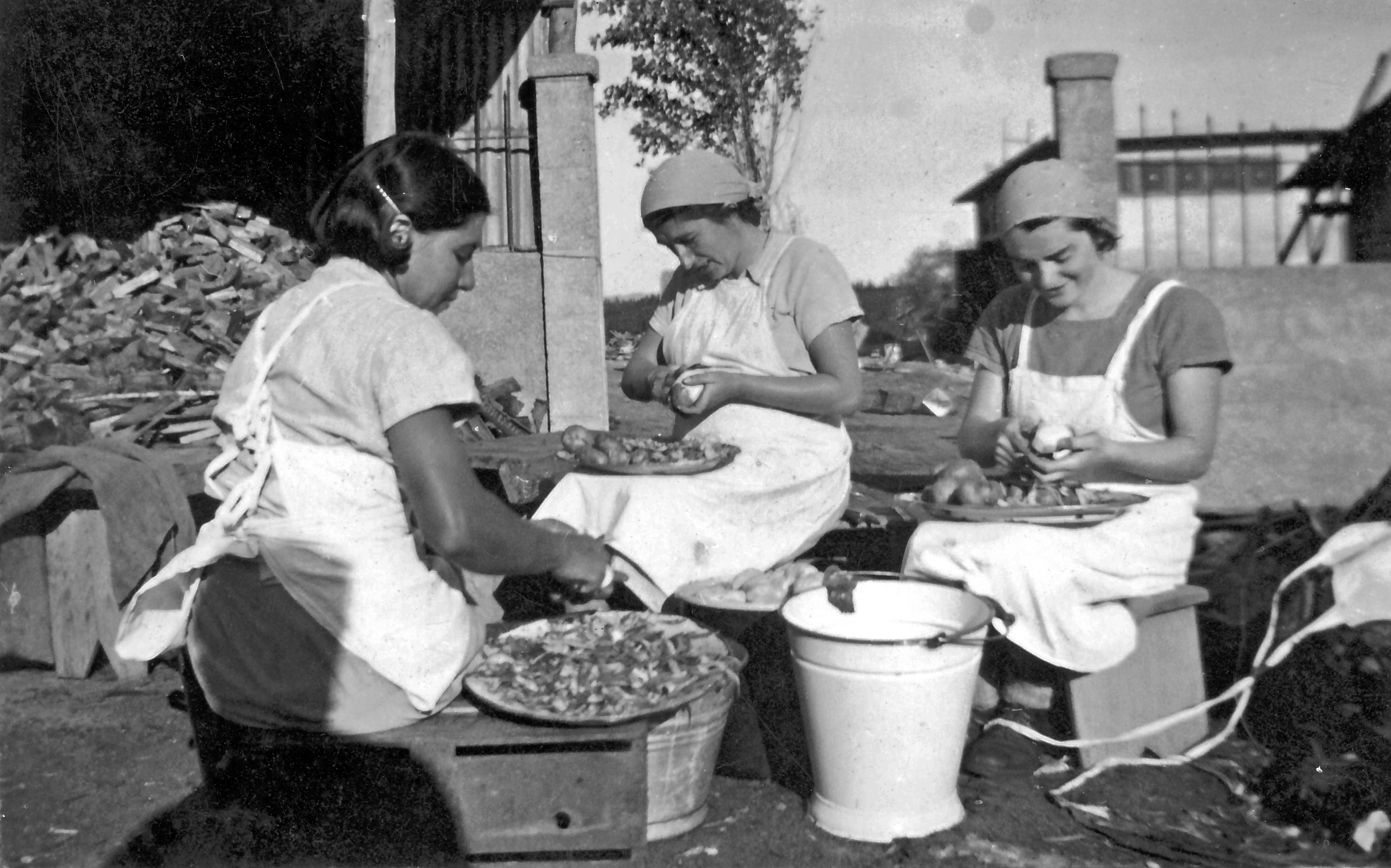
Mieszkańcy folwarka przy pracy.

Folwark Feliksów jest położony na zachodnim skraju miejscowości Poświętne (powiat wołomiński).
Dawniej był to duży majątek ziemski (7 włók, ok. 100 ha) rodzin Pruszewskich i Lutyków (m.in. urodził się tam i wychował Leon Lutyk – polski działacz ludowy, poseł na Sejm PRL II (1957–1961) kadencji.
W środku ogromnego ogrodu wśród leciwych kasztanów, lip, brzóz i klonów znajdował się dworek polski.
W związku z zawiłą powojenną historią obecnie po budynku dworku pozostało niestety tylko ledwie widoczne wzniesienie porośnięte ziemniaczorami.
Architektonicznie budynek dworku był taki sam, jak ten w miejscowości Głuchy (województwo mazowieckie), w którym urodził się, wychował i często bywał Cyprian Kamil Norwid (Cyprian Ksawery Gerard Walenty Norwid herbu Topór).